# أياز جولييف
أياز جولييف (الروسية: Аяз Гулиев) هو لاعب كرة قدم روسي في مركز الوسط، ولد في 27 نوفمبر 1996 في موسكو في روسيا. شارك مع منتخب روسيا تحت 21 سنة لكرة القدم. أما مع النوادي، فقد لعب مع أنجي محج قلعة وسبارتاك موسكو ونادي روستوف ونادي سبارتاك موسكو 2 لكرة القدم.

## وصلات خارجية
- أياز جولييف على موقع قاعدة بيانات كرة القدم.إي يو (الإنجليزية)
- أياز جولييف على موقع Soccerway.com (الإنجليزية)
- أياز جولييف على موقع عالم كرة القدم.نت (الإنجليزية)